# Anicet de Pagès i de Puig
Anicet de Pagès i de Puig (Figueres, Alt Empordà, 1843 - Madrid, 25 de novembre de 1902) va ser un poeta català, fill del ciutadà honrat de Barcelona Josep de Pagès i Nouviles.
Estudià dret a Barcelona i el 1870 participà en la creació de la societat La Jove Catalunya. Des del 1872 participà assíduament en els Jocs Florals de Barcelona, en els quals obtingué un gran moment d'èxit popular el 1877, i arribà a ser nomenat Mestre en Gai Saber el 1896.
El 1878 es traslladà a Madrid, on, a més de continuar conreant la poesia catalana, treballà en la preparació d'un Gran Diccionario de la Lengua Castellana (1902).
La seva poesia, bastant influïda pels temes bíblics, populars o bé de temàtica amorosa, se la pot caracteritzar de tenir un to lleugerament floralesc, però, pel seu gran vitalisme, el 1906 fou recollida pòstumament en el volum Poesies.

## Obres
Obres presentades als Jocs Florals de Barcelona
- Magestat de Deu (1869)
- Á la fraternitat lliteraria dels pobles (1870)
- Cant de Salomó (1875), premi de la Viola d'or i d'argent
- Reculliment (1875)
- Retorn (1896), premi de l'Englantina d'or
- Resignació (1896), premi de la Flor Natural
- Romanç de cego (1898), segon accèssit a l'Englantina d'or
- Borratxera (1898), segon accèssit a la Flor Natural
- Profecía d'en Marian Aguiló (1898), premi extraordinari del Consistori per honrar la memòria d'en Marià Aguiló
- Lo comte Garí (1901), premi de la Flor Natural